# Tríplice Coroa (beisebol)
Na Major League Baseball, um jogador vence a Tríplice Coroa quando lidera a liga em três categorias estatísticas específicas. Quando usada sem um modificador, a Tríplice Coroa geralmente se refere ao rebatedor que lidera a Liga Nacional ou Americana em média de rebatidas, home runs e  corridas impulsionadas (RBIs) durante uma temporada regular completa. A Tríplice Coroa sintetiza três atributos separados de um bom rebatedor: sua média em rebatidas, rebater com força e produzir corridas. Foi alcançada por 17 vezes, mais recentemente em 2012 com  Miguel Cabrera repetindo a façanha depois de 45 anos; a última tinha sido com Carl Yastrzemski em 1967.
A Tríplice Coroa por arremessadores é alcançado por um arremessador que lidera a liga em  vitórias, strikeouts e média de corridas limpas (ERA ou earned run average). a Tríplice Coroa por arremessadores foi alcançada por 38 vezes, incluindo 8 desde 1997.
Geralmente, a Tríplice Coroa se refere a uma liga específica como a Liga Nacional (NL) ou Liga Americana (AL) naquelas categorias. Entretanto, se um jogador lidera toda a Major League Baseball em todas as três categorias, ele pode ser dito como tendo conseguido a "Major League Triple Crown". Além disso, não é um requisito para um jogador ser um líder isolado em cada categoria; apenas um empate em primeiro lugar em cada categoria é necessário para se tornar elegível.  Yastrzemski, por exemplo, empatou com Harmon Killebrew na Liga Americana na liderança em home runs (44) quando venceu a Tríplice Coroa em 1967.

## Tríplice Coroa entre rebatedores
O maior vencedor de Tríplices Coroas é Rogers Hornsby com duas. Foi o primeiro a conquistá-la, vencendo em 1922 e depois em 1925 liderando todas as grandes ligas, ambas com o St. Louis Cardinals. Ted Williams mais tarde empatou esta marca na Liga Americana, vencendo em 1942 e 1947 com o Boston Red Sox.O  Cardinals é maior vencedor entre as franquias com quatro. Juntamente com as duas de Hornsby, Tip O'Neill venceu na agora extinta American Association em 1887 quando o time era conhecido como St. Louis Browns, e Joe Medwick adicionou a quarta Coroa ao Cardinals em 1937. Onze dos treze jogadores elegíveis foram eleitos para o Hall of Fame. Jogadores são elegíveis para o Hall of Fame se eles se aposentaram por cinco temporadas ou faleceram, ao menos a seis meses, o que significa que  Miguel Cabrera, ainda ativo, vencedor da Tríplice Coroa em 2012, não é elegível. O cronista esportivo de beisebol e contribuidor da ESPN, Tim Kurkjian acredita que a Tríplice Coroa se tornou uma conquista mais difícil com o advento de mais rebatedores se especializarem ou em média de rebatidas ou em força.

## Tríplice Coroa entre arremessadores
O maior número de Tríplices Coroas vencidas por um jogador é três, feito conseguido por três jogadores. Grover Cleveland Alexander conseguiu suas duas primeiras em temporadas consecutivas com o Philadelphia Phillies (1915–1916) e venceu uma terceira em 1920 com o Chicago Cubs. Alexander é o único arremessador vencedor da Tríplice Coroa a vencer seus títulos em mais de uma equipe. Walter Johnson venceu suas três Tríplices Coroas com o Washington Senators, liderando a liga em todas as três categoria em 1913, 1918 e 1924. Sandy Koufax foi o mais recente jogador a conseguir três Tríplices Coroas, vencendo suas três em um período de quatro temporadas pelo Los Angeles Dodgers (1963, 1965–1966); todos os títulos de Koufax foram coroas em toda a Major League, o maior por qualquer jogador.
Outros arremessadores que ganharam múltiplas Tríplices Coroas incluem Christy Mathewson (1905 e 1908  New York Giants), Lefty Grove (1930 e 1931 Philadelphia Athletics), Lefty Gomez (1934 e 1937 New York Yankees) e Roger Clemens (1997–1998 Toronto Blue Jays).
Um arremessador, Guy Hecker, venceu um Tríplice Coroa em uma grande liga que atualmente está extinta; ele liderou a American Association em vitórias, strikeouts e ERA em 1884 enquanto arremessava pelo Louisville Colonels.
Dezessete dos vinte e três jogadores elegíveis que venceram a Tríplice Coroa foram eleitos para o Hall of Fame. De acordo com as regras de elegibilidade acima mencionados para o Hall of Fame, seis arremessadores ainda vivos que atuavam desde 2007 são inelegíveis. O vencedor da Tríplice Coroa que mais recentemente se tornou elegível para o Hall foi Clemens.   Clemens falhou em ser eleito em sua primeira aparição na votação.
O mais recente vencedor da Tríplice Coroa em arremessos foram Clayton Kershaw e Justin Verlander, que venceram pela NL e AL respectivamente em  2011 (a primeira temporada desde 1924 a ver vencedores de Tríplices Coroas em ambas as ligas).

## Recordes
O primeiro vencedor da Tríplice Coroa foi Tommy Bond, que venceu a coroa em arremessos da Liga Nacional em 1877. No ano seguinte, Paul Hines venceu a primeira Tríplice Coroa por rebatedores da Liga Nacional; ele e  Miguel Cabrera são os únicos vencedores da Tríplice Coroa por rebatedores da Liga Americana ou Nacional que não estão no Hall of Fame, mbora Cabrera ainda não seja elegível. Os números totais mais altos em home runs e RBIs por um rebatedor vencedor foi alcançado por Mickey Mantle e Lou Gehrig,  respectivamente; Mantle rebateu 52 home runs em 1956 e Gehrig conseguiu 165 corridas em 1934, suas únicas temporadas com Tríplices Coroas. Na Liga Nacional, Hornsby é o líder em home runs com 42 e Medwick com 154 RBIs também lidera. A média de Hugh Duffy de 44% em 1894 é a mais alta já alcançada durante uma temporada vencedora e o líder da Liga Americana é Nap Lajoie (42,6%). Entre os arremessadores vencedores da Tríplice Coroa, as  mais baixas ERAs pertencem a Johnson (1.14 em 1913 (Liga America)) e Alexander (1.22 em 1915 (Liga Nacional)). Johnson é também o líder na Liga Americana em vitórias (36) mas o total de Charles Radbourn na Liga Nacional com 59 vitórias em 1884 continua sendo o recorde na MLB em temporada única. Radbourn também eliminou por strikeout 441 rebatedores naquela temporada, o mais alto para um vencedor da Tríplice Coroa; Pedro Martínez eliminou por strikeout 313 na temporada de 1999 marcando o mais alto total para um vencedor da Liga Americana. O jogador com maior número de strikeouts entre os vencedores da Tríplice Coroa tanto na era moderna (pós-1900) e na  era da bola viva (pós-1920) são os 382 de Koufax em 1965, que também foi um recorde na era moderna até momento.

## Vencedores da Tríplice Coroa
Campo
| Ano | Temporada em que ocorreu                                                            |
| †   | Membro do National Baseball Hall of Fame and Museum                                 |
| ‡   | Jogador ativo                                                                       |
| *   | Denota Tríplice Coroa da "Major League" (líder em ambas ligas Nacional e Americana) |
| §   | Jogador também venceu o prêmio MVP Award no mesmo ano                               |
| HR  | Home runs                                                                           |
| RBI | Corridas impulsionadas                                                              |
| AVG | Média em rebatidas (%)                                                              |
| W   | Vitórias                                                                            |
| K   | Strikeouts                                                                          |
| ERA | ERA                                                                                 |
| NL  | Liga Nacional                                                                       |
| AL  | Liga Americana                                                                      |
| AA  | Associação Americana                                                                |

### Rebatedores

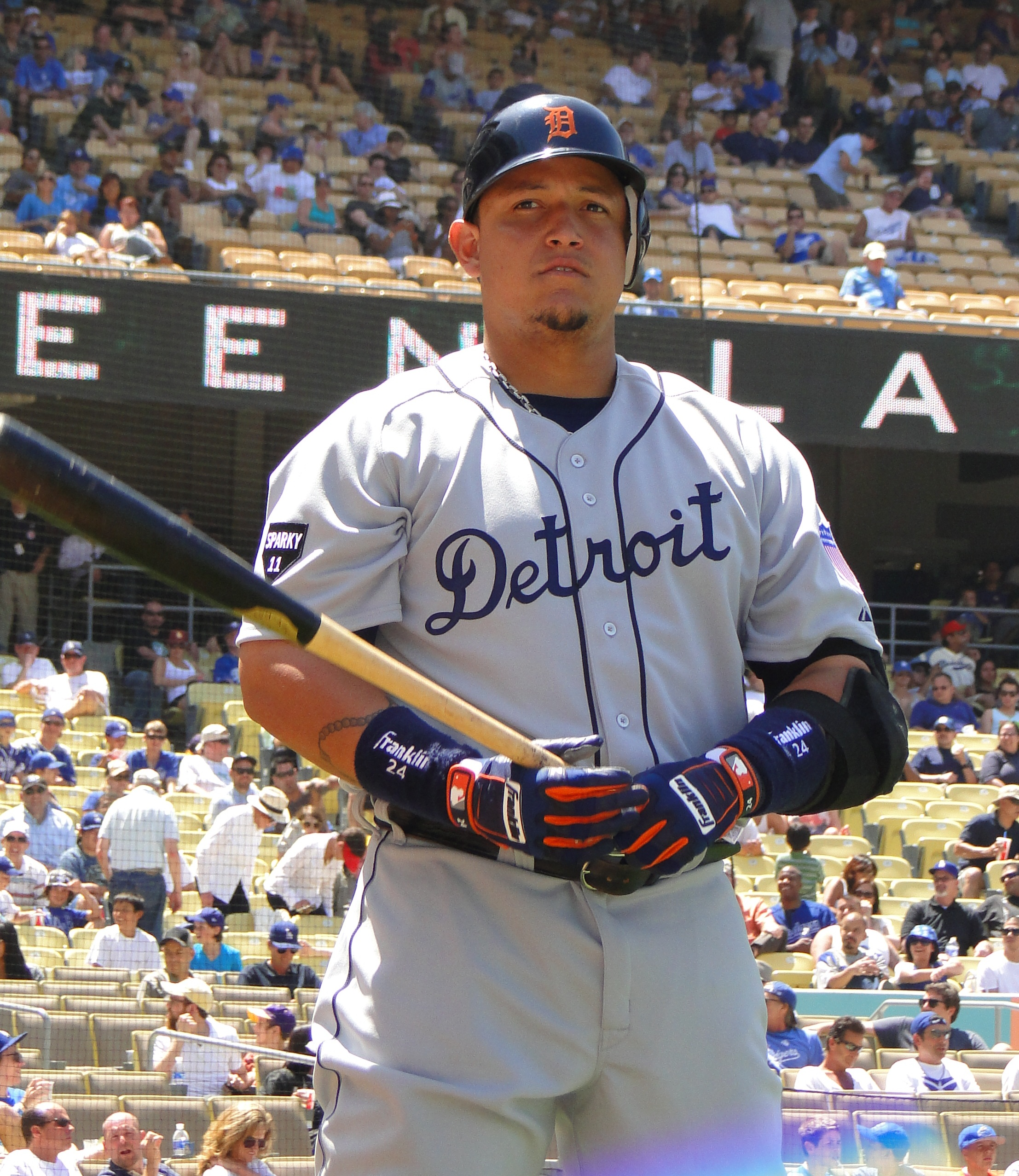
Miguel Cabrera é o mais recente vencedor da Tríplice Coroa, a conquistando em 2012; o primeiro desde 1967.

| Ano  | Jogador            | Posição           | Time                   | Liga | HR  | RBI  | AVG   | Ref(s)        |
| ---- | ------------------ | ----------------- | ---------------------- | ---- | --- | ---- | ----- | ------------- |
| 1878 | Paul Hines         | Campista central  | Providence Grays       | NL   | 4   | 50   | 35,8  | [ 30 ]        |
| 1887 | Tip O'Neill        | Campista esquerdo | St. Louis Browns       | AA   | 14  | 123  | 43,5  | [ 9 ]         |
| 1894 | Hugh Duffy†        | Campista externo  | Boston Beaneaters      | NL   | 18  | 145  | 44,0  | [ 31 ]        |
| 1901 | Nap Lajoie†        | Segunda-base      | Philadelphia Athletics | AL   | 14  | 125  | 42,6  | [ 32 ]        |
| 1909 | Ty Cobb†           | Campista direito  | Detroit Tigers         | AL   | 9*  | 107* | 37,7* | [ 33 ] [ 34 ] |
| 1922 | Rogers Hornsby†    | Segunda-base      | St. Louis Cardinals    | NL   | 42  | 152  | 40,1  | [ 5 ]         |
| 1925 | Rogers Hornsby†    | Segunda-base      | St. Louis Cardinals    | NL   | 39* | 143* | 40,3* | [ 6 ] [ 35 ]  |
| 1933 | Jimmie Foxx†§      | Primeira-base     | Philadelphia Athletics | AL   | 48  | 163  | 35,6  | [ 36 ]        |
| 1933 | Chuck Klein†       | Campista direito  | Philadelphia Phillies  | NL   | 28  | 120  | 36,8  | [ 37 ]        |
| 1934 | Lou Gehrig†        | Primeira-base     | New York Yankees       | AL   | 49* | 165* | 36,3* | [ 38 ] [ 39 ] |
| 1937 | Joe Medwick†§      | Campista esquerdo | St. Louis Cardinals    | NL   | 31  | 154  | 37,4  | [ 40 ]        |
| 1942 | Ted Williams†      | Campista esquerdo | Boston Red Sox         | AL   | 36* | 137* | 35,6* | [ 7 ] [ 41 ]  |
| 1947 | Ted Williams†      | Campista esquerdo | Boston Red Sox         | AL   | 32  | 114  | 34,3  | [ 8 ]         |
| 1956 | Mickey Mantle†§    | Campista central  | New York Yankees       | AL   | 52* | 130* | 35,3* | [ 42 ] [ 43 ] |
| 1966 | Frank Robinson†§   | Campista direito  | Baltimore Orioles      | AL   | 49  | 122  | 31,6  | [ 44 ]        |
| 1967 | Carl Yastrzemski†§ | Campista esquerdo | Boston Red Sox         | AL   | 44  | 121  | 32,6  | [ 4 ]         |
| 2012 | Miguel Cabrera‡§   | Terceira-base     | Detroit Tigers         | AL   | 44  | 139  | 33,0  | [ 45 ]        |

### Arremessadores

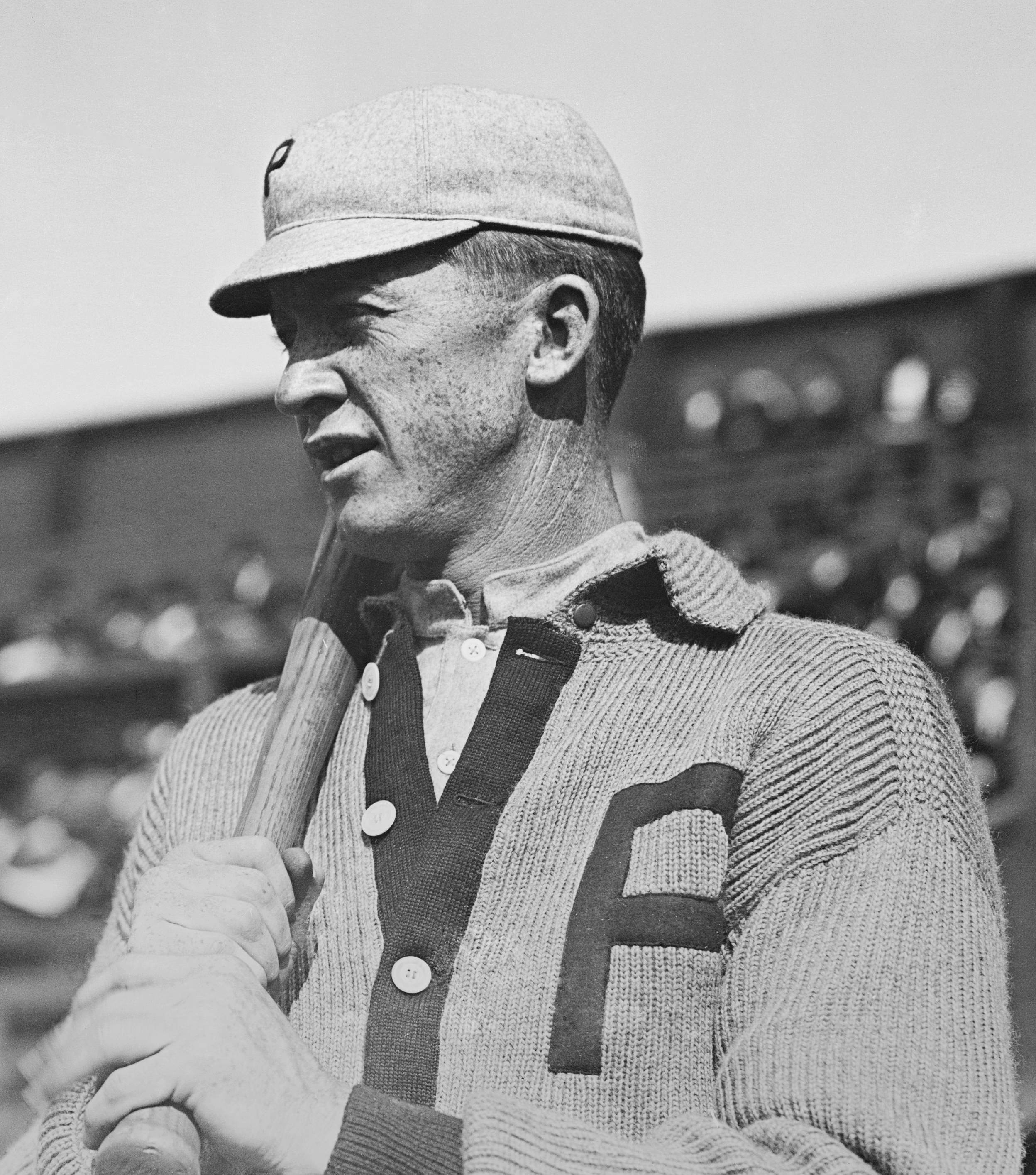
Grover Cleveland Alexander venceu três Tríplices Coroas na Liga Nacional (1915–1916, 1920) com dois times diferentes.

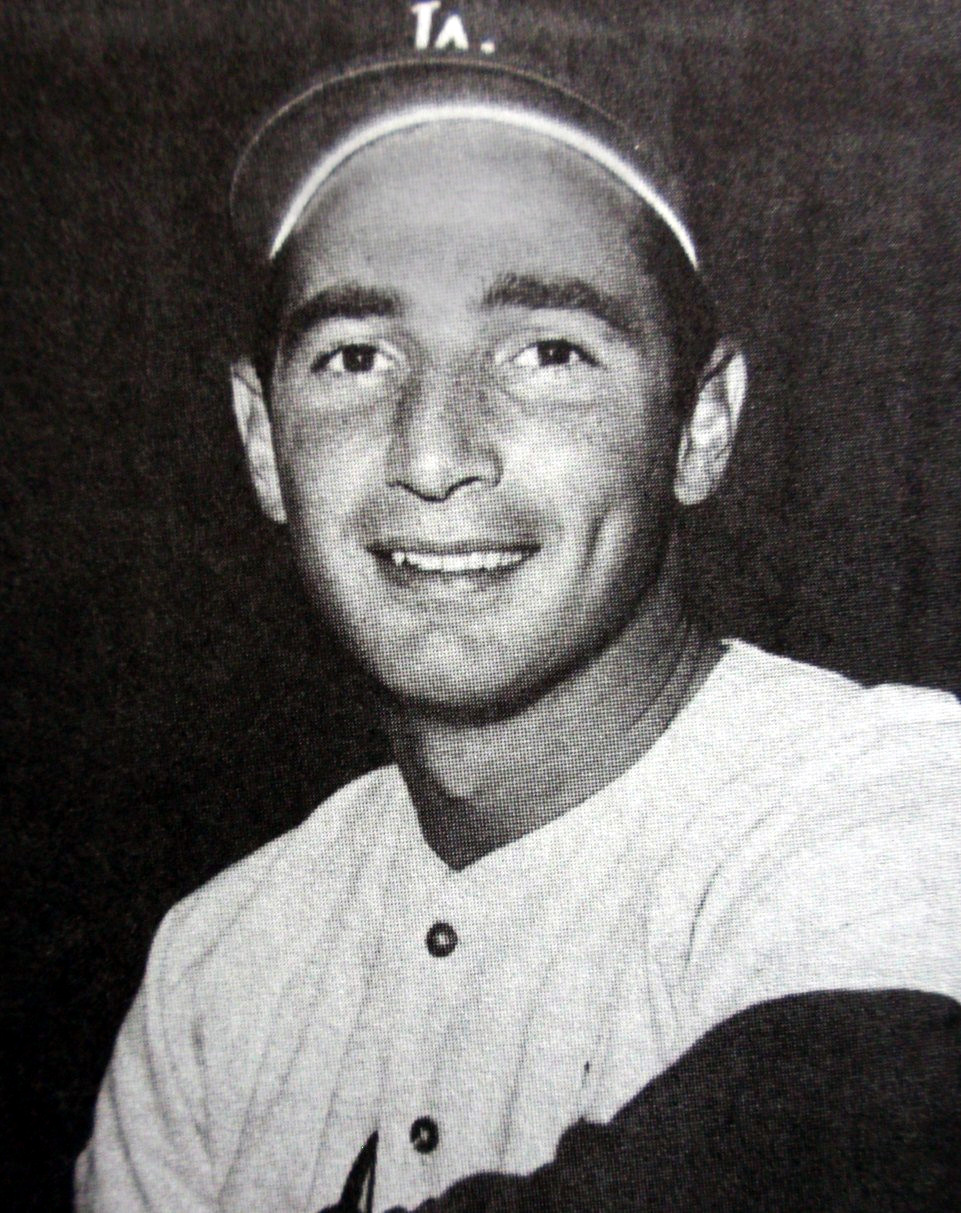
Membro do Hall of Fame, Sandy Koufax venceu três Tríplices Coroas, duas consecutivamente e todas as três no período de quatro temporadas.

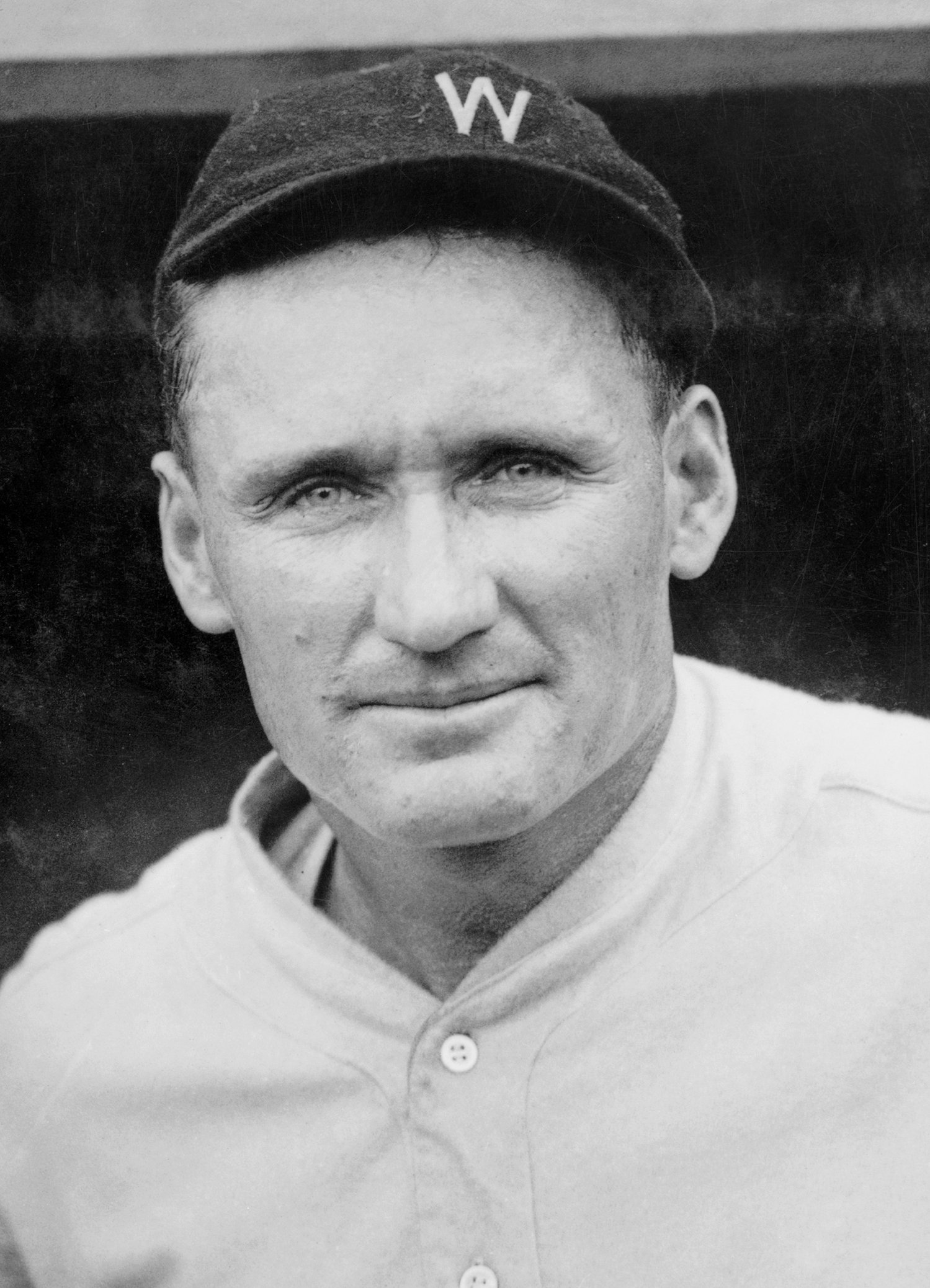
Walter Johnson venceu três Tríplices Coroas na Liga Americana com o Washington Senators.

| Ano  | Jogador                     | Time                   | Liga | ERA   | W   | K    | Ref(s)        |
| ---- | --------------------------- | ---------------------- | ---- | ----- | --- | ---- | ------------- |
| 1877 | Tommy Bond                  | Boston Red Caps        | NL   | 2.11  | 40  | 170  | [ 46 ]        |
| 1884 | Guy Hecker                  | Louisville Colonels    | AA   | 1.80  | 52  | 385  | [ 25 ]        |
| 1884 | Charles Radbourn†           | Providence Grays       | NL   | 1.38  | 59  | 441  | [ 47 ]        |
| 1888 | Tim Keefe†                  | New York Giants        | NL   | 1.74  | 35  | 335  | [ 48 ]        |
| 1889 | John Clarkson†              | Boston Beaneaters      | NL   | 2.73  | 49  | 284  | [ 49 ]        |
| 1894 | Amos Rusie†                 | New York Giants        | NL   | 2.78  | 36  | 195  | [ 50 ]        |
| 1901 | Cy Young†                   | Boston Americans       | AL   | 1.62  | 33  | 158  | [ 51 ]        |
| 1905 | Christy Mathewson†          | New York Giants        | NL   | 1.27  | 31  | 206  | [ 52 ]        |
| 1905 | Rube Waddell†               | Philadelphia Athletics | AL   | 1.48  | 27  | 287  | [ 53 ]        |
| 1908 | Christy Mathewson†          | New York Giants        | NL   | 1.43  | 37  | 259  | [ 54 ]        |
| 1913 | Walter Johnson†             | Washington Senators    | AL   | 1.14* | 36* | 243* | [ 18 ] [ 55 ] |
| 1915 | Grover Cleveland Alexander† | Philadelphia Phillies  | NL   | 1.22* | 31* | 241* | [ 15 ] [ 56 ] |
| 1916 | Grover Cleveland Alexander† | Philadelphia Phillies  | NL   | 1.55  | 33  | 167  | [ 16 ]        |
| 1918 | Walter Johnson†             | Washington Senators    | AL   | 1.27* | 23* | 162* | [ 19 ] [ 57 ] |
| 1918 | Hippo Vaughn                | Chicago Cubs           | NL   | 1.74  | 22  | 148  | [ 58 ]        |
| 1920 | Grover Cleveland Alexander† | Chicago Cubs           | NL   | 1.91  | 27  | 173  | [ 17 ]        |
| 1924 | Walter Johnson†             | Washington Senators    | AL   | 2.72  | 23  | 158  | [ 20 ]        |
| 1924 | Dazzy Vance†                | Brooklyn Robins        | NL   | 2.16* | 28* | 262* | [ 59 ] [ 60 ] |
| 1930 | Lefty Grove†                | Philadelphia Athletics | AL   | 2.54* | 28* | 209* | [ 61 ] [ 62 ] |
| 1931 | Lefty Grove†§               | Philadelphia Athletics | AL   | 2.06* | 31* | 175* | [ 63 ] [ 64 ] |
| 1934 | Lefty Gomez†                | New York Yankees       | AL   | 2.33  | 26  | 158  | [ 65 ]        |
| 1937 | Lefty Gomez†                | New York Yankees       | AL   | 2.33  | 21  | 194  | [ 66 ]        |
| 1939 | Bucky Walters§              | Cincinnati Reds        | NL   | 2.29  | 27  | 137  | [ 67 ]        |
| 1940 | Bob Feller†                 | Cleveland Indians      | AL   | 2.61  | 27  | 261  | [ 68 ]        |
| 1945 | Hal Newhouser†§             | Detroit Tigers         | AL   | 1.81* | 25* | 212* | [ 69 ] [ 70 ] |
| 1963 | Sandy Koufax†§              | Los Angeles Dodgers    | NL   | 1.88* | 25* | 306* | [ 21 ] [ 71 ] |
| 1965 | Sandy Koufax†               | Los Angeles Dodgers    | NL   | 2.04* | 26* | 382* | [ 22 ] [ 72 ] |
| 1966 | Sandy Koufax†               | Los Angeles Dodgers    | NL   | 1.73* | 27* | 317* | [ 23 ] [ 73 ] |
| 1972 | Steve Carlton†              | Philadelphia Phillies  | NL   | 1.97  | 27  | 310  | [ 74 ]        |
| 1985 | Dwight Gooden               | New York Mets          | NL   | 1.53* | 24* | 268* | [ 75 ] [ 76 ] |
| 1997 | Roger Clemens               | Toronto Blue Jays      | AL   | 2.05  | 21  | 292  | [ 77 ]        |
| 1998 | Roger Clemens               | Toronto Blue Jays      | AL   | 2.65  | 20  | 271  | [ 78 ]        |
| 1999 | Pedro Martínez†             | Boston Red Sox         | AL   | 2.07  | 23  | 313  | [ 79 ]        |
| 2002 | Randy Johnson†              | Arizona Diamondbacks   | NL   | 2.32  | 24  | 334  | [ 80 ]        |
| 2006 | Johan Santana‡              | Minnesota Twins        | AL   | 2.77* | 19* | 245* | [ 81 ] [ 82 ] |
| 2007 | Jake Peavy‡                 | San Diego Padres       | NL   | 2.54  | 19  | 240  | [ 83 ]        |
| 2011 | Clayton Kershaw‡            | Los Angeles Dodgers    | NL   | 2.28  | 21  | 248  | [ 84 ]        |
| 2011 | Justin Verlander‡§          | Detroit Tigers         | AL   | 2.40  | 24  | 250  | [ 85 ]        |